# اتفاقية سلام إثيوبيا - تيغراي
اتفاقية السلام بين إثيوبيا وتيغراي هي معاهدة سلام موقعة بين حكومة إثيوبيا والجبهة الشعبية لتحرير تيغراي في 2 نوفمبر 2022، حيث اتفق الطرفان على «وقف دائم للأعمال العدائية» لإنهاء حرب تيغراي.

## خلفية

### حرب تيغراي
بدأت المرحلة النشطة من حرب تيغراي في نوفمبر 2020 بين قوات الأمن الفيدرالية الإثيوبية وقوات إقليم تيغراي. وبحلول أكتوبر 2022، قُتل من 385 ألف إلى 600 ألف شخصًا في تلك الحرب.

#### تصعيد الحرب
بعد انهيار وقف إطلاق النار (مارس-أغسطس) 2022، تصاعد العنف في الحرب إلى مستوى لم يشهده منذ شهور. حشدت القوات الإثيوبية والإريترية المشتركة والجبهة الشعبية لتحرير تيغري مئات الآلاف من القوات ضد بعضها البعض، مما أدى إلى نزوح ما يقرب من 574 ألف شخص، وقتل ما يقرب من 100 ألف آخرين في غضون أسابيع قليلة.
أثار حجم العنف قلق المراقبين الدوليين، بما في ذلك الأمم المتحدة والاتحاد الأفريقي، الذين حثوا الأطراف المتحاربة على العودة إلى مفاوضات السلام، حيث صرح الأمين العام للأمم المتحدة أنطونيو غوتيريش بأن «الوضع في إثيوبيا يخرج عن نطاق السيطرة». بدأت العديد من الوكالات والعلماء ومنظمات حقوق الإنسان في التحذير من ارتفاع كبير في خطاب الكراهية ضد سكان تيغراي.

### محاولات جديدة لمحادثات السلام
جرت محاولات لإعادة التفاوض بشأن اتفاق سلام خلال سبتمبر وأوائل أكتوبر 2022. وأرسل رئيس الجبهة الشعبية لتحرير تغراي ديبريتسيون جبريميكل رسالة إلى الأمم المتحدة في 7 سبتمبر يطلب فيها السلام. وذكر أنه إذا لم يتدخل مجلس الأمن الدولي:
```
نص الرسالة!!!
```

في 5 أكتوبر، قبلت كل من الحكومة الإثيوبية وقوات التيغرايين دعوة من الاتحاد الأفريقي لإجراء محادثات سلام في جنوب إفريقيا، كان من المقرر إجراؤها في البداية بين 7 و8 أكتوبر. ولكن تأجلت المحادثات بسبب مجموعة من العوامل، مثل سوء التخطيط، والمسائل اللوجستية، والتصعيد السريع للقتال، ومخاوف جبهة تحرير تيغراي من عدم توفر معلومات كافية حول كيفية إجراء المحادثات. في نهاية المطاف، جرى تحديد موعد جديد لمفاوضات السلام في 25 أكتوبر، بحيث تُجرى المحادثات في بريتوريا.

## فترة التفاوض
جرت المحادثات بوساطة مشتركة من مبعوث الاتحاد الأفريقي القرن الأفريقي أولوسيغون أوباسانجو،  والرئيس الكيني السابق أوهورو كينياتا، ومبعوث الولايات المتحدة للقرن الأفريقي مايك هامر، ونائبة رئيس جنوب إفريقيا السابقة فومزيل ملامبو نجوكا. وقام المتحدث باسم جبهة تحرير تيغراي غيتاتشو رضا ومستشار الأمن القومي الإثيوبي رضوان حسين بدور المفاوضين الرئيسيين. على الرغم من أنه كان من المقرر أصلاً أن تستمر المفاوضات من 25 إلى 30 أكتوبر، إلا أنه جرى تمديدها لاحقًا لبضعة أيام أخرى.
لوحظ انخفاض الآمال في أن تتمكن هذه المحادثات من وقف الحرب بشكل نهائي؛ فلقد استمر القتال ولم يتباطأ، حتى مع بدء محادثات السلام، وأفادت الأنباء أن القوات الإريترية، على وجه الخصوص، كانت لا تزال تشارك في قتل المدنيين خلال معظم فترة المفاوضات. في 28 أكتوبر، أعربت إثيوبيا عن عدم ثقتها في دوافع «كيانات غربية» غير محددة خلال العملية، مدعية أن هناك ادعاءات «لا أساس لها وذات دوافع سياسية» بشأن الحرب من أجل أجندة «شريرة»، وهي «دعاية غير مسؤولة» تتكررها الجبهة الشعبية لتحرير تيغراي دون انتقاد، وصرحت كذلك أن «المنظمات الموقرة والجهات الفاعلة ذات النوايا الحسنة يمكن أن تكون مشاركة عن غير قصد في هذه الحملة». وبالرغم من هذه المخاوف، استمرت المفاوضات.

### النتيجة
في 2 نوفمبر 2022، أصدرت الحكومة الفيدرالية الإثيوبية وجبهة تحرير تيغراي بيانًا مشتركًا، ذكرا فيه أنهما «اتفقتا على إسكات البنادق بشكل دائم وإنهاء عامين من الصراع في شمال إثيوبيا». وأوضح أوباسانجو أن الاتفاقية ستشمل «نزع سلاح منهجي ومنظم وسلس ومنسق».

## شروط الاتفاقية
تحتوي الاتفاقية الكاملة على ديباجة و15 مادة تبدأ بأهداف الاتفاقية في (المادة 1)، تليها المبادئ العامة التي يقوم عليها وقف إطلاق النار في (المادة 2). وتوجه المادة 13 كلا الطرفين إلى «تنفيذ هذه الاتفاقية بحسن نية» وتجنب محاولة تقويضها.

### الوقف الدائم للأعمال العدائية
يحظر الاتفاق «جميع أشكال الأعمال العدائية» المباشرة وغير المباشرة. وهذا يشمل المشاركة في الحروب بالوكالة، واستخدام خطاب الكراهية، والدعاية، والضربات الجوية أو الألغام الأرضية، أو التعاون مع أي «قوة خارجية» معادية ضد بعضهما البعض.

#### استعادة السلطة الاتحادية
وينص الاتفاق على أنه يجب السماح للحكومة الفيدرالية الإثيوبية بإعادة تأسيس السلطة في منطقة تيغراي، بما في ذلك في العاصمة ميكيلي، وأن "قوة الدفاع الوطني الإثيوبية وغيرها من المؤسسات الفيدرالية ذات الصلة يجب أن تُتاح لها دخول المدينة بطريقة سرعية وسلسة وسلمية ومنسقة. وفي المقابل، ضمنت الحكومة أن يجري تمثيل تيغراي بشكل صحيح في المؤسسات الحكومية، حتى لا يُنتهك الدستور الإثيوبي.

#### نزع السلاح والتسريح وإعادة الإدماج
واتفقت إثيوبيا والجبهة الشعبية لتحرير تيغراي على ضرورة إنشاء قناة اتصال مفتوحة «في غضون 24 ساعة» من توقيع الاتفاقية. احتاج كلا الطرفين أيضًا إلى الاعتراف بأن إثيوبيا «لديها قوة دفاع واحدة فقط»، وأن قوات التيغرايين يجب أن «تُسرح ويُعاد دمجها»، وأنه يجب على جبهة تحرير تيغراي نزع سلاحها  في غضون 30 يومًا من التوقيع.

### حماية المدنيين
اتفق الطرفان على اتباع القوانين الدولية لحقوق الإنسان وحماية المدنيين من انتهاكات حقوق الإنسان. وصدرت إدانات محددة لأعمال العنف الجنسي، والعنف ضد الأطفال (بما في ذلك استخدام الاطفال كجنود)، والعنف ضد النساء والفتيات، والعنف ضد كبار السن.
بموجب الاتفاقية تسمح الحكومة الإثيوبية بدخول المساعدات الإنسانية إلى البلاد في أقرب وقت ممكن، وإعادة دمج النازحين داخليًا واللاجئين في المجتمع الإثيوبي، شريطة أن يكون ذلك آمنًا بما يكفي للقيام بذلك. اتفق الطرفان على التعاون مع بعضهما البعض، وكذلك مع الوكالات الإنسانية التي تعمل على لم شمل العائلات. كما اتفق الطرفان على عدم إساءة استخدام المساعدات والتأكد من استخدامها فعليًا للأغراض الإنسانية.

### تدابير بناء الثقة

#### جبهة تحرير تيغراي TPLF
وافقت الجبهة على:
1. احترم سلطة الحكومة.
2. «الامتناع عن مساعدة وتحريض أو دعم أو التعاون مع أي جماعة مسلحة أو تخريبية في أي جزء من البلاد.»
3. احترام «التفويض الدستوري للحكومة الاتحادية» بإرسال القوات وقوات الأمن إلى تيغراي.
4. عدم تجنيد قوات عسكرية أو تدريبها أو نشرها، أو عمل «استعدادات للنزاع».
5. احترام السيادة الإثيوبية وعدم تقويضها سواء بمفردها أو من خلال «العلاقات مع القوى الأجنبية».
6. عدم فرض تغيير في الحكومة بوسائل غير دستورية.[1]

#### الحكومة الفيدرالية الإثيوبية
وافقت الحكومة على:
1. وقف جميع العمليات العسكرية ضد «مقاتلي الجبهة الشعبية لتحرير تيغراي».
2. استعادة الخدمات الأساسية والضرورية إلى تيغراي في أسرع وقت ممكن.
3. التوقف عن تصنيف جبهة تحرير تيغراي كمجموعة إرهابية.
4. توفير وصول المساعدات الإنسانية دون عوائق إلى تيغراي.[1][36]

### السيادة والحدود الدولية
نصت الاتفاقية على نشر قوة الدفاع الوطني الإثيوبية على طول الحدود الدولية لإثيوبيا؛ وأنه يتعين عليهم «حماية سيادة وسلامة أراضي البلاد وأمنها من التوغل الأجنبي والتأكد من أنه لن يكون هناك أي استفزاز أو توغل من أي من جانبي الحدود».
وكذلك تتولى السلطات الفيدرالية «السيطرة الكاملة والفعالة» على جميع مجالات الطيران والمطارات والطرق السريعة في تيغراي.

### تدابير انتقالية
«في غضون أسبوع» من إزالة التصنيف الإرهابي لجبهة تحرير تيغراي - وقبل إجراء الانتخابات - ينبغي إنشاء «إدارة إقليمية شاملة»؛ وبعد أسبوع من إزالة التصنيف «الإرهابي»، يجب على كلا الطرفين الدخول في حوار سياسي «لإيجاد حلول دائمة». كما وافقت إثيوبيا على وضع سياسة عدالة انتقالية تهدف إلى المساءلة والصدق وتحقيق العدالة للضحايا.
بالإضافة إلى ذلك، تعهد الطرفان بحل «قضايا المناطق المتنازع عليها» بطريقة تتوافق مع دستور إثيوبيا.

#### الرقابة والامتثال
جرى الاتفاق على أن هذه العملية يجب مراقبتها من خلال «لجنة مشتركة»، مع ممثل واحد من كل من الحكومة الإثيوبية وجبهة تحرير تيغراي والهيئة الحكومية الدولية المعنية بالتنمية (IGAD)، ويترأسها الاتحاد الأفريقي من خلال «لجنة رفيعة المستوى».

## التحليلات

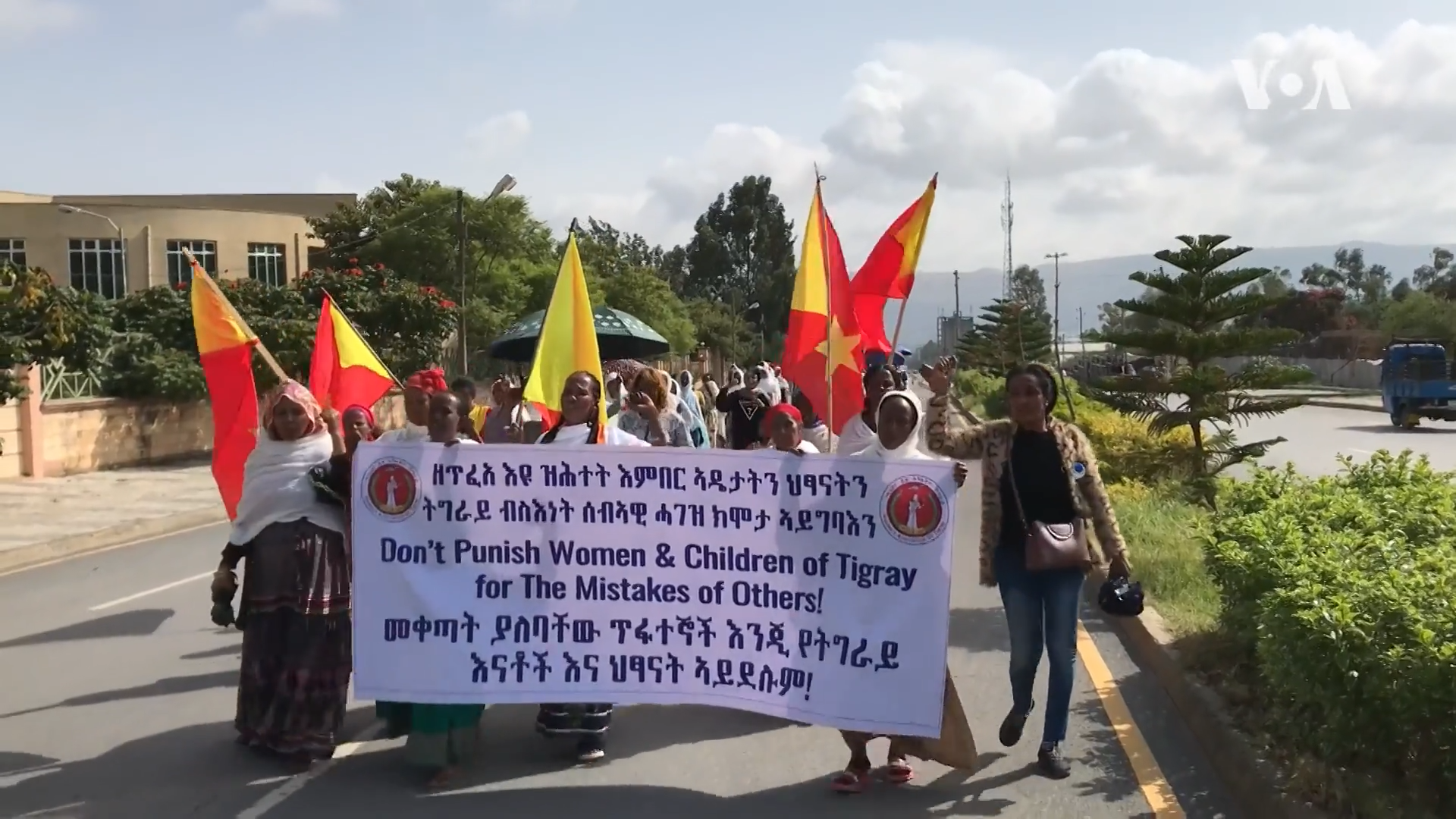
مظاهرات سلمية تطالب بالتنفيذ الكامل لاتفاق بريتوريا

### جهود إنهاء الحرب
هناك اعتراف عام بين الوسطاء، وكذلك بعض المراقبين الخارجيين، بأن هذا الاتفاق يمثل خطوة نحو السلام، لكن السلام الحقيقي لم يتحقق بالكامل بعد. وقال اولوسيجون اوباسانجو بعد توقيع الاتفاق ان «هذه اللحظة ليست نهاية عملية السلام. إن تنفيذ اتفاقية السلام الموقعة اليوم أمر بالغ الأهمية لنجاحها». وقال أوهورو كينياتا إن «الحل الدائم لا يمكن أن يكون إلا من خلال المشاركة السياسية والقدرة على استيعاب خلافاتنا»، لكنه حذر من أن «الشيطان سيكون في التنفيذ». صرحت راما ياد، السياسية الفرنسية والمديرة في المجلس الأطلسي، أنه في حين أن الاتفاقية هي خطوة إلى الأمام، إلا أن السلام لم يتحقق بعد. وأضافت أنه من أجل أن يتحول وقف الأعمال العدائية إلى سلام، يجب تنفيذ الاتفاقية «بشكل حاسم»، كما يجب معالجة القضايا التي لم يتم حلها.

### نزع سلاح التيغرايين
قبل هذا الاتفاق، رفضت جبهة تحرير تيغراي دعوات الحكومة الإثيوبية إلى نزع سلاحها، وأثيرت تساؤلات حول كيفية تنفيذه ذلك، أو ما إذا كانت سينجح؛ ولوحظ استمرار وجود إريتريا في تيغراي كعقبة أمام تحقيق ذلك. ذكر أستاذ دراسات السلام والصراع Kjetil Tronvoll أن مسألة نزع السلاح ستكون «مثيرة للجدل للغاية»، وأنه من غير المحتمل أن تقوم قوات التيغرايين «بنزع سلاحها طواعية وتجعل نفسها غير قابلة للدفاع في مواجهة العدو الذي تقاتله منذ عامين». وتساءل بنجامين بيتريني من المعهد الدولي للدراسات الاستراتيجية عن الضمانات الأمنية التي ستقدم لجبهة تحرير تيغراي، قائلاً: إنهم لن ينزعوا سلاحهم بالكامل بسبب «وعود غامضة».
رفضت الجمعية العامة لعلماء ومهنيي تيغراي (GSTS)، وهي منظمة تمثل 5 آلاف أكاديمي من تيغراي، بشدة بند نزع السلاح. بينما رحبت الجمعية باتفاق السلام بشكل عام، حيث ذكرت الجمعية أن نزع السلاح «غير منطقي» و«مدمر للذات»، وأنه يمكن أن يقوض وقف إطلاق النار. وذكرت الجمعية أن دمج كل قوات أمن تيغراي فيقوة الدفاع الوطني الإثيوبي يجعلها أكثر عرضة للهجمات العنيفة المحتملة، لا سيما من الجيش الإريتري وقوات أمهرة الإقليمية. واقترحت الجمعية بدلاً من ذلك، أنه يجب تعزيز قوات دفاع تيغراي (Tigray Defense Forces TDF)، واصفة تصرفات القوات الإثيوبية والإريترية بأنها إبادة جماعية، وبالتالي، لا يمكن الوثوق بها في حماية التيغرايين.

### إريتريا
لاحظت العديد من وسائل الإعلام غياب إريتريا عن محادثات السلام، قبل وبعد توقيع الاتفاقية. لم تُدل السلطات الإريترية بأي تصريحات بشأن الاتفاقية، كما أنها لم تستجب لمعظم طلبات التعليق. كما أنه لم يكن واضحًا ما إذا كانت ستوافق على وقف إطلاق النار، مع احتمال أن يكون العداء طويل أمد للرئيس أسياس أفورقي مع جبهة تحرير تيغراي سببًا يُثنيه عن سحب القوات الإريترية. وردا على سؤال لرويترز قال وزير الخارجية الإريتري عثمان صالح إنه ليس لديه تعليق لأنه «تلقى لتوه الوثائق». كانت إريتريا تقف بقوة إلى جانب الحكومة الإثيوبية طوال الحرب، ونُسبت إليها المسؤولية عن فظائع بارزة مثل مذبحة أكسوم en:Axum massacre.
وبالرغم من عدم ذكر إريتريا بالاسم، فقد فسر مراسل شرق أفريقيا لصحيفة نيويورك تايمز، أجزاء من الوثيقة حول وقف «الاستفزاز أو التوغل من جانبي الحدود» على أنها موجهة نحو إريتريا. كما أيد آلان بوسويل من مجموعة الأزمات الدولية هذا التفسير، قائلاً إن هذا البند ربما يكون «مصممًا لطمأنة أهل تيغراي بأن إريتريا ستنسحب». وقال رضوان حسين ممثل إثيوبيا - في اجتماع عقد بعد توقيع الاتفاق - إن إثيوبيا وتيغراي كانا مشغولين في قتال بعضهما البعض لدرجة أنه «مهد الطريق لطرف ثالث لتقويضنا أكثر». كما قال إن هذا الطرف الثالث الذي لم يذكر اسمه «قد لا يكون مهتمًا بعملية السلام هذه». فسرت وكالة أسوشيتد برس هذا على أنه تعليق غير مباشر حول إريتريا.
قالت إيتانا هابتي، أستاذة التاريخ المساعدة في جامعة جيمس ماديسون، إن اختيار عدم ذكر إريتريا بشكل مباشر ربما كان محاولة متعمدة لتسهيل امتثال إريتريا للاتفاق، لأن الاتحاد الأفريقي «ليس لديه القدرة العسكرية على تنفيذ قراراته. ويعتمد على دعم وتحالف الدول الأعضاء».

### أمهرة والنزاعات الإقليمية
في حين لعبت قوات الأمن في منطقة أمهرة أيضًا دورًا مهمًا خلال الحرب، لم يجري تضمين أمهرة بالمثل في المفاوضات. ففي الأشهر الأولى من الصراع، سيطرت القوات الإقليمية في أمهرة على المنطقة الغربية في تيغراي - وهي منطقة كانت مصدر نزاع حاد طويل الأمد بين أمهرة وتيغراي - وشرعت في ارتكاب ما وُصف بأنه تطهير عرقي للتغرايين في المنطقة. صرحت جبهة تحرير تيغراي سابقًا أن عودة المنطقة الغربية إلى سيطرة تيغراي كانت شرطًا أساسيًا «غير قابل للتفاوض» لتحقيق السلام. رحب مؤسس الحركة الوطنية لأمهرة ديسالين تشاني دانيو ومجموعة أمهرة الأمريكية بالاتفاق، لكنهما أعربا أيضًا عن معارضتهما لأي تنازلات إقليمية محتملة لتيغراي.
ووصفت قناة الجزيرة الاتفاق بأنه «موقف غير واضح» من القضية. وقالت رويترز إنه يترك المشكلة دون حل،

### مخاوف تتعلق بحقوق الإنسان
أعربت مديرة شرق وجنوب أفريقيا بمنظمة العفو الدولية، موليا موانانياندا، عن استيائها من اتفاق السلام، مشيرة إلى أنه رغم أنه «خطوة في الاتجاه الصحيح»، إلا أنه «مع ذلك فشل في تقديم خارطة طريق واضحة حول كيفية ضمان المساءلة في جرائم الحرب والجرائم ضد الإنسانية» التي ارتكبتها جميع الأطراف خلال الحرب. وشددت موانانياندا كذلك على أنه يجب السماح لمحققي حقوق الإنسان «بالوصول غير المقيد» حتى يحصل الضحايا على العدالة المناسبة.
لاحظت هيومن رايتس ووتش أن الوثائق لا تشير صراحة إلى التطهير العرقي في المنطقة الغربية، وذكرت أنها بشكل عام "تفتقر إلى تفاصيل حول المساءلة الرسمية". وأصدرت لجنة حقوق الإنسان الإثيوبية التي أنشأتها الحكومة بيانًا قالت فيه إنه من أجل تحقيق السلام بشكل مستدام، يجب أن يسبق تنفيذ الاتفاقية محادثة حقيقية وتشاورية وشاملة ومتمحورة حول الضحايا على مستوى الدولة. "
قالت فلسان عبدي، العضوة السابقة في حكومة رئيس الوزراء آبي أحمد، في مقابلة مع قناة PBS NewHour، إن التوصل إلى اتفاق لإنهاء الحرب، في حين أنه ضروري، لا ينبغي أن يعني «التخلي عن السعي لتحقيق العدالة والمساءلة» لضحايا انتهاكات حقوق الإنسان، وخاصة في حالات العنف الجنسي ضد النساء والفتيات. كانت فلسان قد استقالت من منصبها في سبتمبر 2021، ردًا على ما اعتبرته عرقلة متعمدة من قبل الحكومة فيما يتعلق بنشر تقارير عن العنف الجنسي المرتكب أثناء الحرب.

## ردود فعل الأطراف الموقعة

### أثيوبيا
- رحب رئيس الوزراء أبي أحمد بالاتفاق، مشيرا إلى أنه كان «عملا هائلا في دفع إثيوبيا إلى الأمام على طريق الإصلاحات التي شرعنا فيها قبل أربع سنوات ونصف». وذكر كذلك أن «التزام إثيوبيا بالسلام لا يزال ثابتًا. كما أن التزامنا بالتعاون من أجل تنفيذ الاتفاقية قوي بنفس القدر»[68] وأعرب على تويتر، عن امتنانه للكثيرين، بما في ذلك مفوضية الاتحاد الأفريقي وفريق الوساطة و«أصدقاء إثيوبيا» وقوات الدفاع الوطني الإثيوبية.[69][70]
  - قال مستشار الأمن القومي رضوان حسين بعد توقيع الاتفاق: «نشكر إخواننا من الجانب الآخر أيضًا على هذه المشاركة البناءة للسماح للبلد بوضع هذه الفترة المأساوية من الصراع وراءنا. وعلينا الآن أن نحترم هذه الاتفاقية. يجب أن نكون صادقين مع نص وروح هذه الاتفاقية.»[65]

### جبهة تحرير تيغراي
- قال المتحدث الرسمي باسم الجبهة غيتاتشو رضا: «نحن جاهزون لتنفيذ وتسريع هذا الاتفاق»، وأشار إلى أن الجبهة الشعبية لتحرير تيغراي قدمت «تنازلات مؤلمة» من أجل «بناء الثقة». وأضاف قائلاً: «في نهاية المطاف، فإن حقيقة أننا وصلنا إلى نقطة وقعنا فيها الآن اتفاقية تتحدث عن الكثير من الاستعداد من كلا الجانبين لوضع الماضي وراءهما لرسم طريق جديد للسلام.»[49] غير أنه أعرب عن أسفه لأن الحرب «حولت إثيوبيا، التي كانت على أعتاب تقدم اقتصادي كبير، إلى وضع مؤسف وتسببت في معاناة هائلة لشعب تيغراي.»[36][65]
  - وذكر غيتاتشو في 7 نوفمبر بأن «ما إذا كنا سنفي بوعدنا بطريقة ترضي شعبنا سيخبرنا الزمان بذلك،» لكنه كرر دعمه للاتفاقية، قائلاً إذا كانت «يمكن أن تضمن بقائنا، فلماذا لا نجربها؟!»[71][72]

## ردود أفعال أخرى

### بلدان أخرى
- رحبت كندا وهنأت جميع المشاركين في عملية السلام، ودعتهم إلى حماية المدنيين وتلبية «الاحتياجات الإنسانية الملحة» للإثيوبيين.[73]
- قال المتحدث باسم الخارجية الصينية تشاو لي جيان في مؤتمر صحفي، إن الصين «ترحب وتشيد» بالاتفاق، وتدعم وحدة أراضي إثيوبيا، وتؤمن «بتحقيق المصالحة من خلال الحوار السياسي». وذكر كذلك أن الصين «ستواصل لعب دور بناء في الجهود المبذولة لتحقيق السلام الدائم والتنمية والازدهار في إثيوبيا.»[74]
- رحب الرئيس الجيبوتي إسماعيل عمر جيلا بنبأ اتفاق السلام، وهنأ الجهود المشتركة لكل من يشارك في تحقيق «الأمن والسلام والازدهار لمنطقتنا ولإخواننا الإثيوبيين.»[75]
- صرح وزير خارجية فرنسا بأن فرنسا أيدت الاتفاقية، مشيدة «بحكمة وشجاعة الطرفين، مما يمهد الطريق لحوار سياسي»، وحثت على توفير كل من المساعدات الإنسانية والخدمات الأساسية للمحتاجين في أقرب وقت ممكن.[76]
- رحبت رئيسة ليبيريا السابقة إلين جونسون سيرليف بنبأ الاتفاق قائلةً: «أتمنى أن تكون هذه هي الخطوة الأولى نحو سلام مستدام مبني على الحوار والمشاركة السياسية».[77]
- صرحت السفارة الروسية في إثيوبيا إنها ترحب بالاتفاق، وأعربت عن أملها في أن «تكون أساسًا متينًا» لإعادة بناء البلاد.[78]
- صرح قسم العلاقات الدولية بجنوب السودان بأن الاتفاق «يمثل خطوة بالغة الأهمية نحو السلام»، وأنهم «يقفون إلى جانب الموقعين» في العمل لضمان السلام والازدهار في المنطقة.[79]
- صرح نائب رئيس السودان محمد حمدان دقلو أن السودان يؤيد الاتفاق، وأنهم «يشيدون بالروح الإيجابية التي سادت بين الأطراف».[80]
- رحبت تركيا بالاتفاق وأيدت «إحلال السلام والهدوء في إثيوبيا».[70][81]
- رحب وزير خارجية الإماراتبخبر التوصل إلى اتفاق سلام، وأشاد بجهود جميع المعنيين، وعبّر عن دعم بلاده للسماح بوصول المساعدات الإنسانية إلى البلاد.[82]
- قال وزير الخارجية البريطاني جيمس كليفرلي إن المملكة المتحدة ترحب بالاتفاق، قائلًا «إنني أحيي اختيارهم للسلام، وجهود الوساطة التي يبذلها الاتحاد الأفريقي وجنوب إفريقيا وكينيا. والمملكة المتحدة مستعدة لدعم عملية السلام».[83]
- عبَّر وزير خارجية الولايات المتحدة أنتوني بلينكن عن دعمه للاتفاق، قائلا على تويتر إنه «يثني على الاتحاد الأفريقي لجهوده غير العادية لإحلال السلام في شمال إثيوبيا».[3][39][84][84]

### منظمات دولية
- أشاد الأمين العام للأمم المتحدة أنطونيو غوتيريش بالاتفاق، وحث «كل الإثيوبيين والمجتمع الدولي على دعم الخطوة الجريئة المتخذة اليوم».[65][85]
- قال المدير العام لمنظمة الصحة العالمية تيدروس أدهانوم عن الاتفاقية: «السلام شرط أساسي للصحة. نرحب بالتزام الأطراف بالعمل من أجل السلام في تيغراي، إثيوبيا».[39]
- قال رئيس مفوضية الاتحاد الأفريقي موسى فكي إنه «يثني بحرارة على الطرفين لتوقيعهما اتفاق وقف الأعمال العدائية بعد المحادثات التي سهلتها لجنة الاتحاد الأفريقي» وأن الاتحاد الأفريقي «ملتزم بمواصلة دعم الأطراف لإيجاد سلام ومصالحة دائمين لجميع الإثيوبيين».[39][86][87]
- صرح الممثل السامي للشؤون الخارجية للاتحاد الأوروبي جوزيب بوريل أنه «يُشجع المزيد من المفاوضات للتوصل إلى اتفاق دائم لوقف إطلاق النار». وقال أيضا إن «الاتحاد الأوروبي يقف إلى جانب عائلات الأشخاص الذين قتلوا وأولئك الذين وقعوا ضحايا لأسوأ الفظائع [في الحرب]»، وحث على محاسبة مرتكبي الجرائم المذكورة على أفعالهم.[39]
- عبَّر أمين منظمة إيجاد Workneh Gebeyehu عن «ارتياحه العميق» لنتيجة المحادثات، وهنأ آبي أحمد وفرق الوساطة والاتحاد الأفريقي على تفاوضهم الناجح للتوصل إلى اتفاق سلام.[88]
- رحب صندوق النقد الدولي (IMF)بالاتفاق ووصفه بأنه «خطوة حاسمة نحو استعادة السلام والاستقرار الدائمين».[89]

- رحب مدير منظمة أوكسفام في إثيوبيا، جيزاهين جبريهانا، بنبأ الاتفاقية، معربًا عن «أمله في أن يتابع الطرفان التزاماتهما» ويمنحا وصولًا كاملًا للمساعدات الإنسانية لوكالات الإغاثة «لتحديث إمداداتهما وزيادة المساعدات المنقذة للحياة بسرعة.»[90]

## ملحوظات
1. ↑  الوسيط المُفضَّل للحكومة الإثيوبية.[18]
2. ↑  على التيغرايين نزع الأسلحة الثقيلة بأسرع ما يمكن، على أن يكتمل نزع السلاح مع التاريخ المحدد لذلك.

## روابط خارجية
- النسخة الرسمية لاتفاقية السلام مع إثيوبيا بقيادة الاتحاد الأفريقي
  - ملف PDF للاتفاقية (نسخة محفوظة 4 November 2022 على موقع واي باك مشين.)
- بيان مشترك بين الحكومة الفيدرالية الإثيوبية وجبهة تحرير تيغراي (نسخة محفوظة 2 November 2022 على موقع واي باك مشين..)